# Harina de huesos y carne

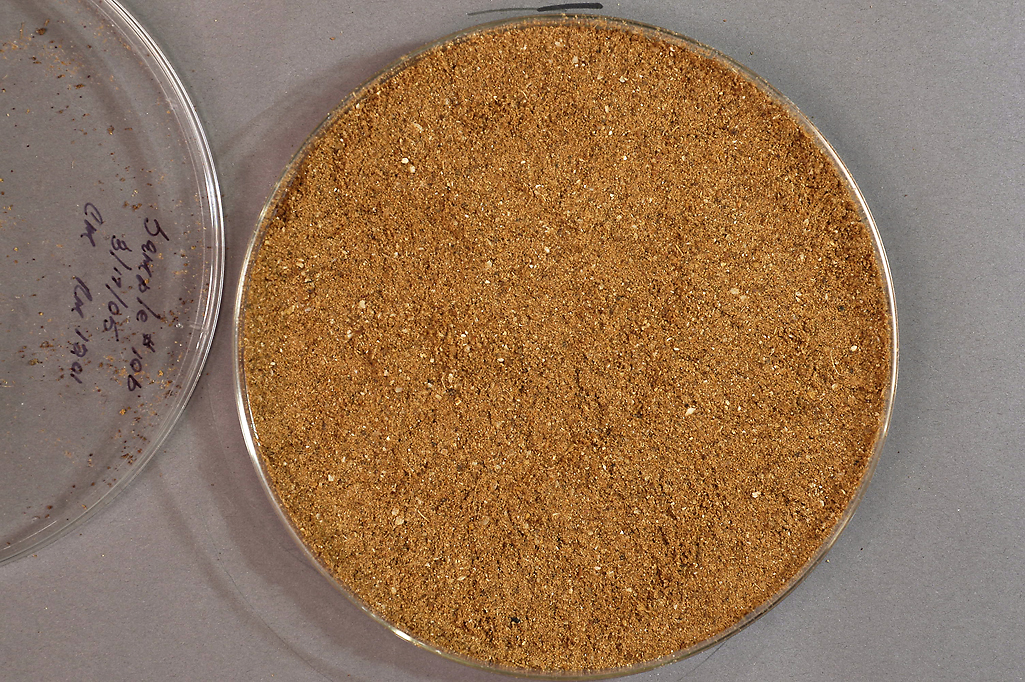
Muestra de ‘’’harina de huesos’’’.

Harina de huesos es un preparado alimenticio elaborado con una mezcla de carne y huesos empleado principalmente como ingrediente en los piensos del ganado. Debido al proceso de secado, la molienda se conserva bastante bien. Otro de los posibles usos es como abono orgánico.

## Características
La industria de la carne tiene como productos residuos los restos de las carcasas de animales, tales como los huesos y cartílagos. En sus comienzos estos residuos acababan en los vertederos, o se incineraban. Estos residuos se han ido aprovechando y reintroduciendo en la cadena de producción más o menos de forma eficiente. Se considera que la harina de huesos no contiene ni cuernos, ni pelo y otras vísceras. La composición nutritiva de este tipo de harinas es aproximadamente de catorce por ciento de grasas y sesenta por ciento de proteína.

## Problemas
Se detectaron evidencias de que encefalopatía espongiforme bovina podría estar causada por el consumo de este tipo de piensos. La presencia de priones proteínicos genera enfermedades infecciosas de carácter nervioso como la tembladera de algunos animales de ganadería (caso de las ovejas en Gran Bretaña). Sobre todo se sabe que esta enfermedad “saltó de especies”, de la oveja a la vaca en 1984. Este efecto hizo que la harina de huesos de rumiantes no regresase a los canales de alimentación de los propios rumiantes, o que fuese extremadamente vigilada en otros. 